# معاهدة التوثيق

مصادقة
موقعة لكن غير مصادقة

اعتمدت الجمعية العامة للأمم المتحدة اتفاقية تسجيل الأجسام المُرسلة في الفضاء الخارجي (المعروفة بمعاهدة التوثيق) في عام 1974 ودخلت حيز التنفيذ في عام 1976. اعتبارًا من يوليو 2021، صادقت عليها 71 دولة.